# Barbus bagbwensis
Barbus bagbwensis е вид лъчеперка от семейство Шаранови (Cyprinidae). Видът е уязвим и сериозно застрашен от изчезване.

## Разпространение
Разпространен е в Сиера Леоне.

## Описание
На дължина достигат до 9,6 cm.